# 金山茂雄
金山 茂雄（かなやま しげお、1959年（昭和34年）10月1日 - ）は、日本の工学者。拓殖大学商学部教授（経営学科長）。パソコン利用技術学会理事。北海道出身。血液型B型。

## 経歴

### 学歴
- 1982年（昭和57年）3月 北海道工業大学工学部電気工学科卒業
- 1987年（昭和62年）3月 南山大学大学院修了
- 1995年（平成7年）3月 横浜国立大学大学院工学研究科生産工学専攻博士前期課程修了

### 職歴
北海道工業大学寒地総合研究所研究員、常葉学園富士短期大学（現富士常葉大学）専任講師、東海学園大学専任講師などを経て、現職。
- 1995年（平成7年）4月 東海学園大学経営学部専任講師
- 1999年（平成11年）4月 拓殖大学商学部助教授
- 2007年（平成19年）4月 拓殖大学商学部教授

## 専門（研究・活動内容等）

### 研究概要
経営組織形成に与える知覚情報の影響と経営戦略への応用。

#### 研究分野
経営戦略論、国際情報論、経営・生産･管理工学
- 経営学
- 経営工学
- 情報工学

#### 研究テーマ
- 情報伝達過程の認知データのネットワーク化と知識システムへの適応性。
- 情報ループの刺激効果と経営リスクの特性要因及び生産工学的基礎研究。

## 所属学会
- 日本経営工学会
- 日本経営学会
- 経営行動研究学会
- 教育システム情報学会
- 情報文化学会
- パソコン利用技術学会（理事）

## 著書
- 経営情報システム概論 経営の情報システム思考の基本と経営戦略への展開 （2002年:創成社） ―ISBN 978-4-7944-2134-0
- ネットワーク社会の情報と戦略（共著:葛西和広）（2004年:創成社） ―ISBN 9784794421784